# 游应丰
游应丰，福建人，是一名明朝政治人物。
游应丰曾于1611年接替刘孔祺任崇明县知县一职，1614年由袁梦鳌接任。